# 大歌
大歌（おおうた）とは、奈良時代以降、宮中の節会などで歌われた歌謡。その歌詞の古いものは『琴歌譜』に見られる。『琴歌譜』は11月の豊明節会と、正月の三節会（元日・七日白馬節会・十六日踏歌節会）の歌謡を記すもので、『古事記』に見えるものと同一の歌謡を含む貴重なものである。しかし、これに続く『古今和歌集』の「大歌所御歌」の和歌はかなり異なる。いずれにせよ、『西宮記』によれば相当数の歌が歌われていたようであるが、詳細は不明である。後には、豊明節会において、五節舞に合わせて歌うものだけになったと思われる。近世は、五節舞そのものを「大歌」と記載している。